# The Wolf of Wall Street (boek)
 The  Wolf of  Wall Street  is een financiële thriller van Jordan Belfort uit 2008, die in 2014 vertaald is in het Nederlands met als titel: 'De Wolf van Wall Street.' De auteur schrijft na het uitzitten van een gevangenisstraf van 22 maanden zijn memoires. Het boek is in 2013 verfilmd.

## Samenvatting
Het boek begint met het begin van de loopbaan van de auteur in de financiële wereld bij de voormalige zakenbank L.F.Rothschild. Zijn hoogste baas aldaar, Mark Hanna, vertelt hem op zijn eerste werkdag hoe een zakenbankier scherp blijft. De basis wordt gelegd door cocaïnegebruik en veelvuldig masturberen.
Voorafgaande aan het omvallen van de zakenbank wordt Jordan Belfort ontslagen. Hij bouwt samen met een viertal vrienden in een moordend tempo een effectenhandelskantoor op met de naam Stratton Oakmont dat gevestigd is op  Long Island in de staat New York. Er wordt goed geld verdiend met het massaal en agressief verkopen van aandelen.  Maar achter de schermen heeft Jordan twee andere reguliere manieren om aan geld te komen. Hij richt nog 2 andere effectenkantoren op voor vrienden, die hem trouw en met liefde jaarlijks allebei 12 miljoen dollar betalen. Maar de grote winst komt uit de voorkennis van de aandelenkoersen. Door agressief te handelen in aandelen van opkomende en vaak nog kleine bedrijven is de koers te manipuleren. Het effectenkantoor mag zelf geen grote posities aanhouden, maar Jordan weet dat te omzeilen met zijn stromannen, “ratholes”, die hem forse provisie betalen op de torenhoge koerswinsten. Deze praktijken zullen hem uiteindelijk fataal worden. Gelidelijk worden uiteindelijk de zwaar overgewaardeerde aandelen bij het publiek gedumpt. Nadat de Securities and Exchange Commission verordonneert dat Jordan weg moet bij zijn Stratton Oakmont, treedt hij terug. Hij blijft wel dagelijks met zijn opvolger lunchen maar stort zich nu meer op een schoenenfirma, die hij naar de beurs heeft gebracht. Uiteindelijk werkt de CEO en oprichter Steve Madden hem eruit.
Maar Jordan gaat ten onder aan zijn eigen drugsgebruik. De paranoïde makende cocaïne weet hij te blussen met methaqualon, of zoals ze in de USA bekend zijn als Quaaludes. Verder slikt  hij zware pijnstillers voor een ziekmakende rugpijn en vele medicijnen om de bijwerkingen van de cocaïne tegen te gaan. Door zijn verslaving begaat hij verschillende flaters. Zo probeert hij zwaar onder invloed van quaaludes naar huis te rijden terwijl hij nauwelijks kan lopen, en rijdt daarbij zijn auto en vele andere auto´s in de prak. Hij probeert met morfinepillen zelfmoord te plegen als zijn geliefde hem verlaat, waarna in het ziekenhuis zijn maag wordt leeggepompt. Hij probeert na een ruzie met zijn dochtertje weg te rijden en rijdt na 10 meter de auto in de soep omdat hij onder invloed is. In een ziekenhuis steelt hij een spuit morfine en spuit zichzelf in, daarbij vergetend de spuit nadien uit zijn achterwerk te halen. In een vliegtuig naar Zwitserland ontwaakt hij vastgebonden aan zijn stoel; Danny Porush vertelt hem dat hij onder invloed een stewardesse bij de borsten had gegrepen en haar had proberen te tongen.
Hij had reeds afscheid genomen  van zijn eerste liefde Denise en trouwt met Nadine Caridi, door hem “De hertogin”  genoemd. Ze krijgen twee kinderen. Nadat ze alle levensbedreigende idiotie van haar man heeft verdragen, dient ze aan het eind van het boek de echtscheidingspapieren in, als hij door de FBI dreigt te worden opgeknoopt.
Uiteindelijk kost het hem 22 maanden van zijn leven na volledig te hebben meegewerkt met de FBI. Zijn meeste vrienden en zakenpartners worden ook aangepakt en uiteindelijk blijven sommigen vrij en andere krijgen lagere, gelijke of hogere straffen. Nadine gaat vrijuit.